# Монті Вільямс
Тава́рес Монтго́мері Ві́льямс (англ. Tavares Montgomery Williams; нар. 8 жовтня 1971) — американський професійний баскетбольний тренер, колишній гравець і керівник. Вільямс грав за п'ять команд НБА протягом ігрової кар'єри, яка тривала з 1994 по 2003 рік. Його тренерська кар'єра в НБА включала працю помічником тренера, асоційованого головного тренера та головного тренера. Вільямс був головним тренером «Нью-Орлеан Хорнетс/Пеліканз» з 2010 по 2015 рік. Він працював помічником тренера у національній збірній США під керівництвом Майка Кшижевського, а також працював віцепрезидентом з баскетбольних операцій у «Сан-Антоніо Сперс».
У травні 2019 року Вільямс був прийнятий на посаду головного тренера «Фінікс Санз». 13 травня 2023 року «Санз» звільнили Вільямса після поразки від майбутнього чемпіона «Денвер Наггетс» у півфіналі Західної конференції плей-офф НБА 2023.
2 червня 2023 року Вільямса призначили головним тренером «Детройт Пістонс».
19 червня 2024 року, після одного сезону, програшу в 28 іграх поспіль і привівши «Пістонс» до найгіршого результату сезону 2023-24 з результатом 14–68, Вільямса було звільнено з посади головного тренера.